# Platentomus stellena
Platentomus stellena är en insektsart som beskrevs av Davies 1988. Platentomus stellena ingår i släktet Platentomus och familjen dvärgstritar. Inga underarter finns listade i Catalogue of Life.